# Una mujer diferente
Una mujer diferente es una película en blanco y negro de Argentina dirigida por Yago Blass sobre su propio guion escrito en colaboración con Martha Viana que se estrenó el 31 de mayo de 1956 y que tuvo como protagonistas a .

## Sinopsis
Un niño, fruto de una relación infiel, es adoptado por un hermano de su madre.

## Reparto
- Martha Viana
- Carlos Lagrotta
- Lita Soriano

## Comentarios
Democracia dijo:

”El tema juega con elementos disímiles de justificar para la idiosincrasia de quienes habitan estas latitudes.”

Manrupe y Portela escriben del filme:

”Drama familiar sin demasiados atractivos.”